# Ternuay-Melay-et-Saint-Hilaire
Ternuay-Melay-et-Saint-Hilaire is een gemeente in het Franse departement Haute-Saône (regio Bourgogne-Franche-Comté) en telt 520 inwoners (2011). De plaats maakt deel uit van het arrondissement Lure.

## Geografie
De oppervlakte van Ternuay-Melay-et-Saint-Hilaire bedraagt 25,1 km², de bevolkingsdichtheid is 20,7 inwoners per km².
De onderstaande kaart toont de ligging van Ternuay-Melay-et-Saint-Hilaire met de belangrijkste infrastructuur en aangrenzende gemeenten.

## Demografie
Onderstaande figuur toont het verloop van het inwonertal (bron: INSEE-tellingen).

1. ↑  Populations de référence 2022.